# アップ (学習塾)
株式会社アップ（UP INC.）は、学習塾、予備校などの教育事業を行う日本の企業。

## 概要
株式会社アップは現在、兵庫県西宮市を中心に兵庫、大阪、奈良、京都、東京で、幼児から社会人までを対象にした教育事業を展開している企業。事業部門としては、現役高校生・中高一貫校国私立中学生対象の大学受験部門「研伸館」、小学生対象の国私立中学受験部門「進学館」、小・中学生対象の高校受験部門「開進館」、小・中・高生対象の個別受験指導部門「個別館」、医系受験専門指導部門「Medi-UP（メディアップ）」、首都圏の現役大学受験指導部門「お茶ゼミ√＋」、英語の専門指導部門「英語館」といった受験指導部門だけでなく、幼児から成人を対象にした英会話部門「Anup（アナップ）」、科学教室「サイエンスラボ」、レゴブロックを使った教室「レゴスクール」、体操教室「CUPS（カップス）」、クリル教育を主軸とした「eCraze（イークレイズ）」、保育園・アフタースクール・プレスクールを運営する「こども館」といった総合教育部門を展開している。

## 沿革
- 1977年 - 株式会社アップを設立。
- 1994年 - 株式を店頭登録。
- 2002年 - ベネッセコーポレーションと資本・業務提携。
- 2003年 - 東京証券取引所2部に上場。
- 2012年 - 株式公開買付けにより、ベネッセホールディングスの子会社となる。
- 2012年 - 上場廃止。
- 2023年 - お茶の水ゼミナールとの会社統合。